# Kunhuta Štýrská
Kunhuta Štýrská († 20. července 1161) byla hraběnka z Trixenu a Mariboru.

## Život
Narodila se jako dcera štýrského markraběte Otakara II. a jeho druhé choti Alžběty, dcery rakouského markraběte Leopolda II. Blíže neznámého roku se provdala za Bernarda z Trixenu. Společně s manželem roku 1142 založili cisterciácký klášter Viktring. Bernard i přes pokročilý věk společně se synovci istrijským markrabětem Engelbertem III. a štýrským markrabětem Otakarem III. vyslyšel volání křížové výpravy a roku 1147 padl u Laodicey. Jeho majetky zdědil synovec Otakar. Kunhuta svého muže přežila, zemřela v létě 1161.